# Macrovalsaria megalospora
Macrovalsaria megalospora är en svampart som först beskrevs av Jean François Montagne, och fick sitt nu gällande namn av Sivan. 1975. Macrovalsaria megalospora ingår i släktet Macrovalsaria, klassen Dothideomycetes, divisionen sporsäcksvampar och riket svampar.   Inga underarter finns listade i Catalogue of Life.